# 1988年11月逝世人物列表
1988年逝世人物列表：1月 - 2月 - 3月 - 4月 - 5月 - 6月 - 7月 - 8月 - 9月 - 10月 - 11月 - 12月
1988年11月逝世人物列表，是用於匯總1988年11月期間逝世人物的列表。

## 依日期排序

### 1日
- 西迪克·阿布巴卡爾三世，85歲，奈及利亞穆斯林領袖，索科托蘇丹。
- 布羅達·奧托·巴恩斯（Broda Otto Barnes），82歲，美國醫生和醫學教授（甲狀腺功能減退症）。[1]
- 喬治·福爾西（George Folsey），90歲，美國電影攝影師（Metro-Goldwyn-Mayer），中風。[2]
- 漢斯·克勞斯（Hans P. Kraus），81歲，奧地利出生的美國稀有書籍轉銷商，肺炎。[3]
- Tuomo Suomalainen，56歲，芬蘭建築師。[4]

### 2日
- 羅莎莉·格林·格裡爾斯，83歲，英國傳記作家。[5]
- Hokuma Gurbanova，75歲，亞塞拜然女演員。
- 盧卡斯·海勒（Lukas Heller），58歲，德裔英國編劇（《寶貝簡怎麼了？》，噓⋯⋯噓，甜蜜的夏洛特）。
- 斯圖爾特·派克（Stewart Parker），47歲，北愛爾蘭詩人和劇作家，胃癌。[6]
- 梅納赫姆·薩維多爾，71歲，以色列公務員和政治家，以色列議會議長。[7]
- 詹姆斯·謝普利（James R. Shepley），71歲，美國記者和商人，時代公司總裁，《華盛頓星報》首席執行官，癌症。[8]
- P. Thanulinga Nadar，73歲，印度政治家，國會議員。

### 3日
- 侯賽因·亞當（Hussain Adam），19歲，瑪律地夫士兵，被槍殺。[9]
- 雷切爾·安德列森（Rachel Andresen），81歲，美國社會工作者，Youth For Understanding的創始人。[10]
- 西德尼·卡羅爾，75歲，美國影視編劇（《騙子》《小女士的大手》）。[11]
- 哈羅德·馬丁（Harold Martin），70歲，澳大利亞轟炸機飛行員，皇家空軍空軍元帥。[12]
- 萊昂內爾·麥加爾（Lionel C. McGarr），84歲，美國陸軍將軍。[13]
- 亨利·范·普拉格（Henri van Praag），72歲，荷蘭作家和宗教歷史學家，也以超心理學出版物而聞名。
- 瑪麗·雷蒙德（Marie Raymond），80歲，法國抽象畫家。[14]
- 大衛·羅比利亞德（David Robilliard），36歲，英國詩人和藝術家，愛滋病。[15]
- Flora Rheta Schreiber，70歲，美國記者和作家（Sybil），心臟病發作。[16]

### 4日
- 埃莉諾·貝林厄姆-史密斯（Elinor Bellingham-Smith），81歲，英國風景和靜物畫家。[17]
- 拉斐爾·布朗斯坦（Raphael Bronstein），92歲，立陶宛出生的美國小提琴家，中風。[18]
- 沃爾特·庫茨（Walter Coutts），75歲，英國殖民地行政長官，烏干達總督。
- 愛德華·薩克斯特·吉格努（Edward Thaxter Gignoux），72歲，美國法官（美國緬因州地方法院）。[19]
- 赫爾曼·格拉夫（Hermann Graf），76歲，德國二戰戰鬥機王牌。[20]
- Ki. Va. Jagannathan，82歲，印度記者、詩人和作家。
- 歐內斯特·林德納（Ernest Lindner），91歲，奧地利出生的加拿大畫家。[21]
- Kimon Evan Marengo，84歲，埃及出生的英國漫畫家。[22]
- 安德列·梅納德（AndréMénard），81歲，法國殖民帝國總督。
- 亨利·佩勒姆·克林頓·霍普，81歲，英國同行和飛行員，紐卡斯爾公爵。[23]
- 邁克爾·波馬讚斯基（Michael Pomazansky），99歲，俄羅斯出生的美國神學家。
- 克萊萃西斯·維凱利迪斯，73歲，希臘國際足球運動員（希臘阿裡斯·塞薩洛尼基）。

### 5日
- C. F. Møller，90歲，丹麥建築師。[24]
- Jakoba Mulder，88歲，荷蘭建築師和城市規劃師。[25]
- 讓-皮埃爾·斯蒂爾布瓦（Jean-Pierre Stirbois），43歲，法國極右翼政治家，國民議會議員，車禍。[26]
- 克勞斯·托克斯維格（Claus Toksvig），59歲，丹麥記者、廣播員和政治家。[27]

### 6日
- 約翰·哈伯德，74歲，美國電視和電影演員，腎功能衰竭。[28]
- 丹尼爾·諾克斯，74歲，英國陸軍軍官，巴哈馬州長。[29]
- 唐納德·韋德，84歲，英國律師和政治家，國會議員。
- 谭政，82歲，中國將軍，中共領導人。[30]

### 7日
- 漢斯·鮑曼（Hans Baumann），74歲，德國詩人和詞曲作者。
- Abram Belskie，81歲，英國雕塑家。[31]
- 康拉德·伯尼爾（Conrad Bernier），84歲，法裔加拿大管風琴家、作曲家和指揮。[32]
- 比爾·霍斯特（Bill Hoest），62歲，美國漫畫家（《洛克霍恩一家》（The Lockhorns），《笑聲遊行》（Laugh Parade），淋巴瘤。[33]
- Theodor V. Ionescu，89歲，羅馬尼亞物理學家和發明家（等離子體物理學）。[34]
- 莫裡斯·賈諾維茨（Morris Janowitz），69歲，美國社會學家和教授，帕金森病。[35]
- B. N. Kumar，印度陸軍將軍，被武裝分子槍殺。[36]
- 露絲·萊昂斯（Ruth Lyons），83歲，美國廣播電視廣播員。[37]
- Sy Mah，62歲，加拿大長跑運動員，白血病。[38]
- 讓-克勞德·保羅（Jean-Claude Paul），49歲，海地軍官，被指控參與海地的非法毒品交易，據信是中毒的。[39]

### 8日
- 小金曼·布魯斯特（Kingman Brewster Jr.），69歲，美國外交官，耶魯大學校長，美國駐英國大使，腦出血。[40]
- 沃倫·凱西（Warren Casey），53歲，美國作曲家，作家和演員（油脂），愛滋病。[41]
- 諾姆·尼爾森（Norm Nelson），65歲，美國賽車手。[42]
- 奧斯卡·羅爾，76歲，德國國際足球運動員（德國斯特拉斯堡）。[43]

### 9日
- 大衛·鮑爾（David Bauer），64歲，加拿大冰球運動員和教練，胰腺癌。[44]
- 比利·柯蒂斯（Billy Curtis），79歲，美國影視演員（Little Cigars），心臟病發作。[45]
- 克拉克·欣克爾（Clarke Hinkle），79歲，美國NFL橄欖球運動員（綠灣包裝工隊）。[46]
- 约翰·米切尔（John N. Mitchell），75歲，美國司法部長，因在水門事件醜聞中的角色而被定罪，心臟病發作。[47]
- 羅斯瑪麗·廷珀利（Rosemary Timperley），68歲，英國小說家和編劇。
- 馬克斯-埃卡特·沃爾夫（Max-Eckart Wolff），85歲，納粹德國海軍指揮官。[48]
- Richard S. Yeoman，84歲，美國商業藝術家和硬幣收藏家，中風。[49]

### 10日
- 亞歷山德魯·賈爾，76歲，羅馬尼亞詩人和散文作家。
- T. K. Rama Rao，59歲，印度小說家。

### 11日
- 查理斯·格羅夫斯·賴特·安德森，91歲，南非出生的澳大利亞政治家，澳大利亞眾議院議員。[50]
- 弗蘭克·庫西奧（Frank Curcio），75歲，澳大利亞足球運動員（菲茨羅伊雄獅隊）。[51]
- 佩吉·帕裡什（Peggy Parish），61歲，美國兒童讀物作家（Amelia Bedelia），腹部動脈瘤。[52]

### 12日
- 佛朗哥·安傑利（Franco Angeli），53歲，義大利藝術家，愛滋病。[53]
- 列夫·阿倫森（Lev Aronson），76歲，美國大提琴家。
- Janika Balaž，62歲，南斯拉夫坦布里卡音樂家和樂隊領隊。
- 烏爾蘇拉·格雷厄姆·鮑爾（Ursula Graham Bower），74歲，英國人類學家，抗日遊擊戰士。
- 文森特·巴克利（Vincent Buckley），63歲，澳大利亞詩人和散文家，心臟病發作。[54]
- 普里莫·孔蒂，88歲，義大利藝術家。[55]
- 安傑伊·科維爾斯基（Andrzej Kowerski），76歲，二戰期間波蘭陸軍軍官，癌症。[56]
- 萊曼·萊姆尼策（Lyman Lemnitzer），89歲，美國陸軍將軍，北約歐洲盟軍最高指揮官，腎衰竭。[57]
- 湯瑪斯·西科爾斯基，48歲，波蘭作曲家和鋼琴家。

### 13日
- 多拉蒂·安塔尔，82歲，匈牙利出生的美國指揮（明尼阿波利斯交響樂團）。[58]
- 弗拉德·喬治斯庫（Vlad Georgescu），51歲，羅馬尼亞歷史學家，學術和政治持不同政見者，腦瘤。[59]
- 弗朗索瓦·蘭齊（François Lanzi），72歲，法國出生的英國藝術家。
- 貝拉·佩雷尼（Béla Perényi），35歲，匈牙利國際象棋大師，車禍。
- 穆盧格塔·塞勞（Mulugeta Seraw），28歲，在美國的衣索比亞學生，被白人至上主義者謀殺。[60]
- 雅羅米爾·韋伊沃達，86歲，捷克作曲家（啤酒桶波爾卡）。[61]

### 14日
- 裘莉婭·卡巴·阿爾芭，86歲，西班牙女演員。[62]
- 海伍德·漢塞爾（Haywood S. Hansell），85歲，二戰期間美國陸軍航空隊的美國成員，心力衰竭。[63]
- 小大衛斯·洛夫（Davis Love Jr.），53歲，美國職業高爾夫球手，飛機失事。[64]
- 三木武夫，81歲，日本政治家，日本首相，腦出血。[65]
- 哈拉蘭·波波夫（Haralan Popov），81歲，新教牧師，癌症。[66]
- 奥古斯塔·拉·托雷（Augusta La Torre），42歲，秘魯共產黨人，“光輝之路”的二號指揮官。

### 15日
- 內爾·多爾（Nell Dorr），95歲，美國攝影師。[67]
- 邦妮·霍利迪（Bonnie Holiday），36歲，美國色情女演員。
- 雅典的伊羅尼莫斯一世，83歲，希臘僧侶，雅典大主教。
- 約翰·卡斯滕伯格（Johann Kastenberger），30歲，奧地利馬拉松運動員，銀行搶劫犯和殺人犯，自殺。[68]
- 米爾科·科科托維奇，75歲，奧匈帝國出生的南斯拉夫國際足球運動員（南斯拉夫HŠK Građanski）。[69]
- 歐內斯特·馬修·米克勒（Ernest Matthew Mickler），48歲，美國食譜作家，愛滋病。[70]
- 莫娜·沃什伯恩，84歲，英國女演員（《史蒂夫》《窈窕淑女》）。[71]

### 16日
- 亨利·西卡隆，50歲，美國大學棍網球教練（約翰霍普金斯大學），心臟病發作。[72]
- 韋拉·恩格斯，83歲，德國女演員。
- 埃爾金·蓋茨（Elgin Gates），66歲，美國獵人和槍支彈藥技術員。
- 珍妮·李（Jennie Lee），84歲，蘇格蘭政治家，國會議員。[73]
- 雷金納德·蒂格-鐘斯（Reginald Teague-Jones），99歲，英國政治和情報官員。

### 17日
- 希拉·格雷厄姆（Sheilah Graham），84歲，英美八卦專欄作家，心力衰竭。[74]
- 邁克爾·蘭巴特（Michael Lambart），77歲，英國世襲貴族，什羅普郡Yeomanry指揮官。
- 安赫爾·雷耶斯，69歲，古巴出生的美國小提琴家。[75]

### 18日
- 歐文·阿克內希特（Erwin Ackerknecht），82歲，德國出生的美國醫學史學家。[76]
- 珍妮特·格拉迪斯·艾特肯（Janet Gladys Aitken），80歲，加拿大-英國貴族和社交名媛，希克斯特德全英跳躍課程主任。
- 卡爾·菲佛（Carl Pfeiffer），80歲，美國醫生和生物化學家，精神分裂症，心臟病發作研究員。[77]
- Anantrai Raval，76歲，印度作家和記者。
- 現年85歲的Lotte Stam-Beese是德國-荷蘭建築師和城市規劃師，二戰後領導了鹿特丹的重建工作。[78]

### 19日
- 米爾扎·哈米杜拉·貝格，75歲，印度政治家，印度首席大法官。[79]
- 阿道夫·豪瑟（Adolf Heuser），81歲，德國拳擊手，國際拳擊聯盟輕重量級冠軍。[80]
- Khan Roshan Khan，73-74歲，巴基斯坦歷史學家和作家，全印度穆斯林聯盟主席。
- 韋利科·曼迪奇，64歲，黑山演員。
- 克莉絲蒂娜·奧納西斯（Christina Onassis），37歲，美國航運大亨和女繼承人，心臟病發作。[81]
- 佩吉·帕裡什（Peggy Parish），61歲，美國作家，腹動脈瘤。[82]
- 哈米杜爾·拉赫曼（Hamidur Rahman），59-60歲，孟加拉國藝術家和雕塑家。

### 20日
- 泰勒·肯特（Tyler Kent），77歲，美國外交官，被判犯有間諜罪。[83]
- Jenő Vincze，80歲，匈牙利國際足球運動員和經理（匈牙利Újpest的Bocskai）。[84]
- 菲利克斯·齊格爾（Felix Ziegel），68歲，蘇聯天文學家，中風。

### 21日
- 羅伯特·布萊特，86歲，美國作家和兒童文學插畫家，癌症。[85]
- 彼得·迪克斯（Peter Dix），35歲，愛爾蘭奧運帆船運動員，在洛克比災難中喪生。[86]
- 湯姆·弗雷澤（Tom Fraser），77歲，蘇格蘭煤礦工人和工會會員，國會議員，蘇格蘭事務副國務卿。
- 卡爾·哈貝爾，85歲，美國職業棒球大聯盟（紐約巨人隊），因中風而車禍。[87]
- 帕爾·卡爾瑪律，88歲，匈牙利流行歌手。
- 雷蒙德·萊文塔爾（Raymond Lewenthal），65歲，美國鋼琴演奏家，心臟病發作。[88]
- Theodora Llewelyn Davies，90歲，英國大律師，支氣管肺炎。[89]
- 薩克森-魏瑪-艾森納赫的索菲，77歲，薩克森-魏瑪-艾森納赫家族的德國公主。

### 22日
- 路易斯·巴拉甘（Luis Barragán），86歲，墨西哥建築師和工程師（Torres de Satélite）。[90]
- 凯茜·卡尔（Cathy Carr），52歲，美國流行歌手（象牙塔），卵巢癌。[91]
- 雷蒙德·达特（Raymond Dart），95歲，澳大利亞解剖學家和人類學家（非洲南方古猿），腦出血。[92]
- 埃裡希·弗裡德（Erich Fried），67歲，奧地利裔英國詩人，作家和翻譯家，腸癌。[93]
- Pehr Gyllenhammar，87歲，瑞典保險公司高管（Skandia）。[94]
- 約翰·帕金（John C. Parkin），66歲，英國出生的加拿大建築師。[95]
- John R. Ragazzini，76歲，美國電氣工程師，參與曼哈頓計劃，心力衰竭。[96]
- 約瑟芬娜·維森斯（Josefina Vicens），76歲，墨西哥作家、編劇和記者。[97]
- 特里·韦尔奇（Terry Welch），49歲，美國計算機科學家（Lempel-Ziv-Welch壓縮），腦瘤。[98]

### 23日
- 賈邁勒·阿卜杜勒-拉希姆（Gamal Abdel-Rahim），63歲，埃及-德國古典音樂作曲家。
- F. D. Amr Bey，79歲，埃及外交官和壁球運動員，多次英國公開賽冠軍，埃及駐英國大使。
- 路德維希·弗蘭齊斯凱特（Ludwig Franzisket），71歲，德國二戰德國空軍戰鬥機王牌。
- Hansraj Gupta，86歲，印度數學家（分割函數）。
- 維蘭德·赫茨費爾德（Wieland Herzfelde），92歲，德國出版商和作家。[99]
- 理查·朗斯代爾，74歲，二戰中的英國陸軍軍官。[100]
- 政岡憲三，90歲，日本動漫創作者，東映動畫聯合創始人。
- 阿爾伯特·拉比（Albert Raby），54-55歲，美國民權活動家，心臟病發作。[101]
- 瑪西婭·拉爾斯頓（Marcia Ralston），82歲，澳大利亞裔美國女演員（《幽靈列車》；馬庫斯·韋爾比（Marcus Welby），醫學博士）。[102]
- 卡齊姆·薩米（Kazem Sami），52-53歲，伊朗政治家，衛生部長，被謀殺。[103]
- 菲力浦·泰勒（Philip F. Tyler），31歲，愛爾蘭演員和電視節目主持人（Bosco）。[104]
- 傑克·懷特（Jack White），68歲，美國賽車手。

### 24日
- 沃爾特·班克黑德（Walter W. Bankhead），91歲，美國政治家，美國眾議院議員。[105]
- 瑪麗·卡文迪什，93歲，德文郡公爵夫人伊莉莎白二世女王的長袍情婦。
- 約翰·威廉·科林頓（John William Corrington），56歲，美國電影作家（《人猿星球之戰》《綜合醫院》）和小說家。[106]
- 哈裡斯·麥克道爾，82歲，美國政治家，美國眾議院議員，中風。[107]
- Bo Rhambo，65歲，美國小號手和男高音薩克斯管演奏家。[108]
- 伊爾姆加德·塞弗裡德，69歲，德國女高音，癌症。[109]
- Jenő Szűcs，60歲，匈牙利歷史學家。

### 25日
- 埃迪·卡梅隆（Eddie Cameron），86歲，美國足球運動員和籃球運動員。[110]
- 阿爾法厄斯·菲利蒙·科爾（Alphaeus Philemon Cole），112歲，美國藝術家，雕刻師，蝕刻師和超級百歲老人，心力衰竭。[111]
- 羅爾夫·約根·富格萊桑（Rolf Jørgen Fuglesang），79歲，挪威吉斯林政府秘書。[112]
- 傑克·萊斯利（Jack Leslie），87歲，英國足球運動員（普利茅斯阿蓋爾）。[113]
- 穆罕默德·本·阿卜杜勒阿齊茲·沙特，78歲，沙烏地阿拉伯王儲。[114]

### 26日
- 漢斯·巴倫（Hans Baron），88歲，德裔美國歷史學家（公民人文主義）。[115]
- 約翰·達默（John Dahmer），51歲，加拿大政治家，下議院議員，癌症（在職）。[116]
- 安東尼奧·埃斯特韋斯，72歲，委內瑞拉音樂家、作曲家和指揮。[117]
- 蜜雪兒·萊昂內男爵，79歲，義大利職業摔跤手，被車撞倒。
- 約翰·洛德，90歲，英國電影演員。[118]
- 休·奧德曼（Hugh Oldman），74歲，英國陸軍軍官，阿曼蘇丹國國防部長。[119]

### 27日
- 安吉拉·阿姆斯（Angela Aames），32歲，美國B級電影女演員，心臟病。[120]
- 約翰·卡拉丁，82歲，美國演員（《弗蘭肯斯坦之家》《憤怒的葡萄》），心臟和腎臟衰竭。[121]
- 揚·海因·唐納（Jan Hein Donner），61歲，荷蘭國際象棋特級大師和作家，胃出血。[122]
- 亞辛·奧斯曼·肯納迪德，68-69歲，索馬里作家。[123]
- Wilfred “Chicken” Smallhorn，77歲，澳大利亞足球運動員（菲茨羅伊足球俱樂部）。[124]
- Takieddin el-Solh，79-80歲，黎巴嫩政治家，黎巴嫩總理，心臟病發作。[125]

### 28日
- 格斯·貝利，37歲，美國NBA籃球運動員（休斯頓火箭隊，新奧爾良爵士隊），被刺傷。[126]
- 列昂尼德·盧本尼科夫，78歲，蘇聯政治家，蘇聯最高蘇維埃代表。
- 愛德華·羅納德·沃克（Edward Ronald Walker），81歲，澳大利亞外交官，澳大利亞駐聯合國代表和駐三個國家大使。[127]

### 29日
- 尼爾斯·貝傑羅（Nils Bejerot），67歲，瑞典精神病學家和犯罪學家（斯德哥爾摩綜合症），淋巴瘤。[128]
- 唐納德·基霍，91歲，美國海軍陸戰隊海軍飛行員，“不明飛行物”研究員，肺炎和心臟驟停。[129]
- 漢諾威的路德維希·魯道夫公主，26歲，奧地利模特和社交名媛，懷疑海洛因過量。[130]
- 葉夫謝·莫伊謝延科，72歲，蘇聯畫家。[131]
- 梅布爾·斯特裡克蘭（Mabel Strickland），89歲，馬爾他記者，報社老闆和政治家，《馬爾他時報》的聯合創始人。[132]
- 伊莎貝拉·馮·圖恩（Isabella von Thurn），26歲，奧地利模特和社交名媛，漢諾威王室的公主，吸毒過量。[133]

### 30日
- 阿卜杜勒·巴西特·阿卜杜勒·薩馬德，60-61歲，埃及古蘭經朗誦者和哈菲茲。
- 沃利·伯傑，83歲，美國職業棒球大聯盟（波士頓勇士隊），中風。[134]
- 亞歷山大·德羅科（Aleksandar Deroko），94歲，塞爾維亞建築師，藝術家和作家。
- 愛德華·費爾德曼（Edward H. Feldman），68歲，美國導演和製片人（《霍根的英雄》），心臟病。[135]
- Pannonica de Koenigswarter，74歲，英裔美國爵士樂贊助人，自由法國戰士和作家，心力衰竭。[136]
- 瑞奇·勞利斯（Ricky Lawless），28歲，美國職業摔跤手，被謀殺。
- 恩里克·梅迪納（Henrique Medina），87歲，葡萄牙畫家（《道林·格雷的畫像》）。[137]
- 瑪格麗特·梅（Margaret Mee），79歲，英國植物學家，車禍。[138]
- 阿米拉姆·尼爾（Amiram Nir），37歲，以色列記者，空難。[139]
- M. K. Rocksamy，56歲，斯裡蘭卡音樂家。[140]
- 查理·勞斯（Charlie Rouse），64歲，美國男高音薩克斯管演奏家和長笛演奏家，肺癌。[141]

### 日期不詳
- 阿珀·阿庫（Aper Aku），49-50歲，奈及利亞貝努埃州州長。
- 羅莫拉·康斯坦蒂諾（Romola Costantino），58歲，澳大利亞鋼琴家，癌症。